# Fontanile
Fontanile ist eine Gemeinde in der italienischen Provinz Asti (AT), Region Piemont.

## Lage und Einwohner
Fontanile liegt 34 km südöstlich von der Provinzhauptstadt Asti entfernt. Das Gemeindegebiet umfasst eine Fläche von acht km² und hat 474 Einwohner (Stand 31. Dezember 2023). Die Nachbargemeinden sind Alice Bel Colle (AL), Castel Boglione, Castel Rocchero, Castelletto Molina, Mombaruzzo, Nizza Monferrato und Quaranti.

## Geschichte
Fontanile, von „Fontanili“ oder „Fontanilis“, „Land reich an Quellen“, ist schon der Name, der auf das Hauptmerkmal des Gebiets hinweist, das einst reicher als heute an Quellwasser war, das den Rio Cervino speiste und in dem sich sogar ein See bildete und sumpfige Gebiete hatte.
Der bewohnte Kern entstand um das 4. bis 5. Jahrhundert n. Chr., als die Invasionen der Barbaren die Bevölkerung des Talbodens zwangen, an höher gelegene und besser zu verteidigende Orte zu ziehen. Es kam kurz nach der Zeit der Sarazenen: Das gesamte Gebiet des unteren Monferrato wurde zum Schauplatz schrecklicher Überfälle und Zerstörungen, gegen die die befestigte Festung, die die Fontanilesi zwischen dem 9. und 10. Jahrhundert errichteten, kaum eine Macht hatte – eine Zeit, zu der die ersten Es gibt auch einen historischen Bezug zur Stadt – eine rein defensive Funktion.
Im Jahr 1532 ließ Fontanile seine eigenen „Statuten“ vom Marquis Gian Giorgio del Monferrato erlassen, die die Gesetzgebung von 1337 ersetzten, sich an die politische Realität der Zeit anpassten und in der Praxis das autonome Wachstum der Gemeinschaft von Mantua anerkannten.
Im Jahr 1557 wurde der Senat von Casale von Acqui nach Fontanile verlegt und blieb dort bis 1559, dem Jahr, in dem er nach Casale zurückkehrte. Im selben Jahr wurde der Wochenmarkt gegründet, einer der ersten Märkte im Monferrato. Im Jahr 1686 erhoben die Gonzagas das Lehen von Fontanile zur Markgrafschaft und überließen es den Markgrafen von Bevilacqua. Aus derselben Zeit stammt ein Bruderkrieg, an dem fast alle Familien von Fontanile beteiligt waren und der mit dem Niederbrennen zahlreicher Häuser endete, wobei etwa fünfzig Tote und mehrere Verletzte auf dem Schlachtfeld zurückblieben.
Selbst die Pest von 1630–31 verschonte das Gebiet von Fontanile nicht. Etwa 150 Menschen starben. Im Jahr 1673 wurde das Lehen von Fontanile an Nicola Fai, Marquis von Bruno und Graf von Carentino, abgetreten.

## Kulinarische Spezialitäten
In Fontanile werden Reben für den Dolcetto d’Asti, einen Rotwein mit DOC Status angebaut. Die Beeren der Rebsorten Spätburgunder und/oder Chardonnay dürfen zum Schaumwein Alta Langa verarbeitet werden. Die Muskateller-Rebe für den Asti Spumante, einen süßen DOCG-Schaumwein mit geringem Alkoholgehalt sowie für den Stillwein Moscato d’Asti wird hier ebenfalls angebaut. Aus der Rebsorte Brachetto wird der liebliche Schaumwein Brachetto d’Acqui hergestellt. In Fontanile werden auch Reben der Sorte Barbera für den Barbera d’Asti, einen Rotwein mit DOCG Status angebaut.

## Sehenswürdigkeiten
- Die weithin sichtbare Kuppelkirche San Giovanni Battista, erbaut um 1900 im Stile des Historismus

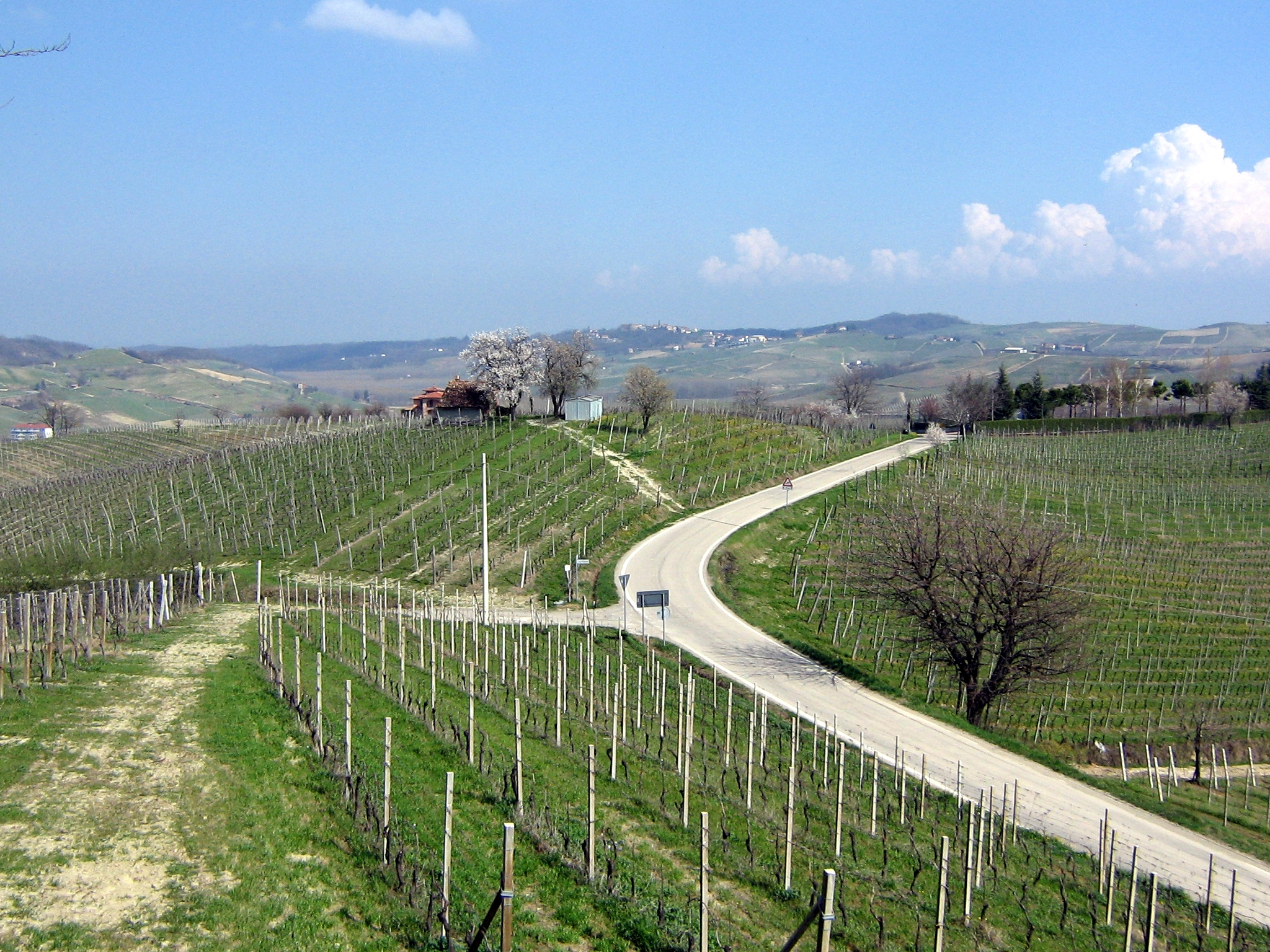
Panorama
Dorfzentrum mit der um 1900 erbauten Kuppelkirche
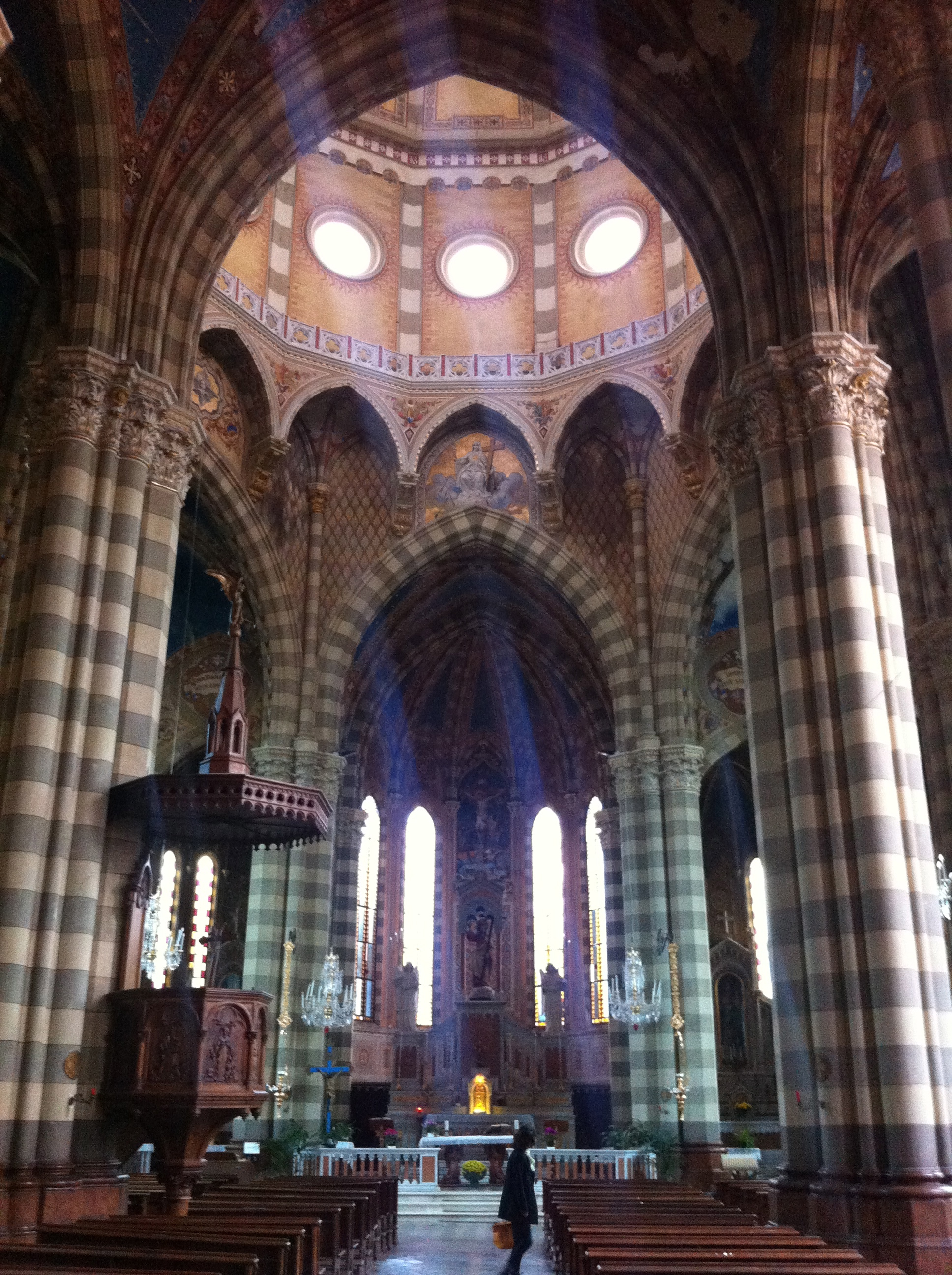
Innenraum der Kuppelkirche San Giovanni Battista